# Шибнево (Тёмкинский район)
Шибнево — деревня в Тёмкинском районе Смоленской области России. Входит в состав Павловского сельского поселения. По состоянию на 2007 год постоянного населения не имеет. 
Расположена в восточной части области в 6 км к юго-востоку от Тёмкина, в 25 км северо-восточнее автодороги Р132 Вязьма — Калуга — Тула — Рязань, на берегу реки Воря. В 7 км северо-западнее деревни расположена железнодорожная станция Тёмкино на линии Вязьма — Калуга. 

## История
В годы Великой Отечественной войны деревня была оккупирована гитлеровскими войсками в октябре 1941 года, освобождена в марте 1943 года.